# يوسوكي كوندو (لاعب كرة قدم مواليد 1986)
يوسوكي كوندو (باليابانية: 近藤 祐輔) (مواليد 19 أغسطس 1986)، هو لاعب كرة قدم سابق كان يلعب كحارس مرمى.